# Breathe (Kylie Minogue-dal)
A Breathe az ausztrál énekesnő és dalszerző Kylie Minogue harmadik kimásolt kislemeze 6. Impossible Princess című stúdióalbumáról, melyet a Deconstruction kiadó jelentetett meg. A dalt Minogue írta Ball-lal, és Vaukkal. A produceri munkálatokat is szintén ők látták el. A dal egy szintetizátorokkal, és billentyűs hangszerekkel alátámasztott elektronikus dal. A dalszöveg az elmélkedés és a nyugalom körül forog. A "Breathe" többnyire pozitív kritikákat kapott a zenekritikusoktól, akik közül néhányan kiemelték a számot az album dalai közül, és dicsérték a dalszöveget, valamint az énekhangot. 
A kislemezt Ausztráliában, Új-Zélandon, valamint az Egyesült Királyságban adták ki, és a 23. illetve a 14. helyet érte el az ausztrál kislemezlistán, valamint a brit kislemezlistán. Ez volt az utolsó slágerlistán szereplő dala az Egyesült Királyságban a 2000-ben megjelent Spinning Around című kislemezéig. A dal klipjét Kieran Evans rendezte, amelyben Minogue egy nyílt légtérben lebeg a CGI által generált spiráleffektusokkal. A videó pozitív fogadtatásban részesült a produkció és a vizuális effektusok miatt. Minogue előadta a dalt a Top of the Pops című műsorban, majd felvette az Intimate and Live Tour (1998), a Money Can't Buy koncert (2003) és a Kylie Presents Golden promóciós turnéjának setlistjára is.  

## Előzmények és összetétel
A "Breathe" a szemlélődésről, és az érzelmek visszatartásáról szól. A dalszövegeket Minogue írta Tokióban, amikor barátjával Stéphane Sednaoui-val oda utaztak 1995 végén. Elmondta, hogy az ötlet akkor jutott eszébe, amikor a barátai aggódtak amiatt, hogy sokszor csendben volt. " A barátnőm azt mondta nekem, hogy "nem veszed észre milyen hangos vagy, mikor csendben vagy". Úgy érezte, hogy gondolkodnia kellett, és eldönteni, hogy mi a baj, mert úgy érezte, hgoy a fejében lévő dolgok nem voltak tiszták.
A Minogue, Dave Ball és Ingo Vauk által írt "Breathe" eredeti változata 4 perc 38 másodpercig tart. A rádió változat nem csak feltűnően rövidebb, de 3 perc 39 másodpercű is, valamint gyorsabb ütemű – 105 BPM/perc -, szemben az eredetivel amely 90 BPM ütemű. Minogue szintetizátor és billentyűs hangszerek segítségével komponálta a bridge részt. Livingston Brown basszusgitáron, Steve Sidelnyk pedig dobon közreműködött. Az egyéb kiegészítő eszközöket, hangszereket Ball és Vauk kezelte. Ez egyben Minogue első dala a "Too Far" című dallal együtt, amelynek társproducere is volt. A "Breathe"-t Londonban Ball és Vauk otthoni stúdiójában rögzítették, míg a további felvételeket a Mayfair Stúdióban készítették. Minogue Chicagoba repült, hogy újra felvegye saját énekét az amerikai producer, és lemezlovas Todd Terry remixéhez.
A "Breathe" egy elektronikus dal, amelyet a "Say Hey" című albumdal hangzásbeli összehasonlításáról ismertek. Tom Parker szerint a dal egy csábító elektronikus groove, hipnotikus finomsággal és időtlenséggel, amely a témához illik a belső szemlélődéshez és az elhatározáshoz. Larry Flick a Billboardtól azt mondta, hogy a "Breathe" egy felhasználóbarát dal, ami nagyrészt a nagy beütésű groove-jának és a fölcsiklandozó popkórusnak köszönhető.

## Megjelenés
A "Breathe" 1998. március 16-én jelent meg az Impossible Princess harmadik kislemezeként. Ez volt az utolsó kislemez a Deconstruction és BMG kiadóknál. A Did It Again-hez hasonlóan a "Breathe" is dupla CD kislemezként jelent meg. A CD lemezek remixeket és az album verziót is tartalmazza, ahol az első CD tartalmazza a "Did It Again" interaktív videoklipjét is. A kislemezek borítóját Sednaoui készítette, aki az Impossible Princess albumborítóját készítette, és a hozzá tartozó fényképek is az ő munkáját dicsérik. Mindkét CD tartalmaz közeli képeket Minogue arcáról, különböző irányokból. A dal promóciós CD-ként és kazettás single-ként is megjelent az Egyesült Királyságban. Bakelit formátumban Spanyolországban, Ausztráliában, és az Egyesült Királyságban.
A "Breathe" a 14. helyen debütált a brit kislemezlistán az 1998. március 21-i hétvégén. Ez volt a negyedik debütáló kislemez azon a héten, a legmagasabb helyezést a Spice Girls "Stop" című kislemeze érte el a 2. helyen. A dal négy hétig szerepelt a slágerlistán. Ez lett Minogue huszonnyolcadik egymást követő Top 40-es kislemeze. A "Breathe" és a "Did It Again2 egyaránt Minogue legsikeresebb kislemezei voltak az Impossible Princess albumról. A "Breathe" 1998. április 26-án debütált és a 23. helyig jutott az ausztrál kislemezlistán. A dal tizenhárom hétig volt Top 50-es helyezés, ami az egyik leghosszabb ideig tartó kislemeze volt a listán.

## Kritikák

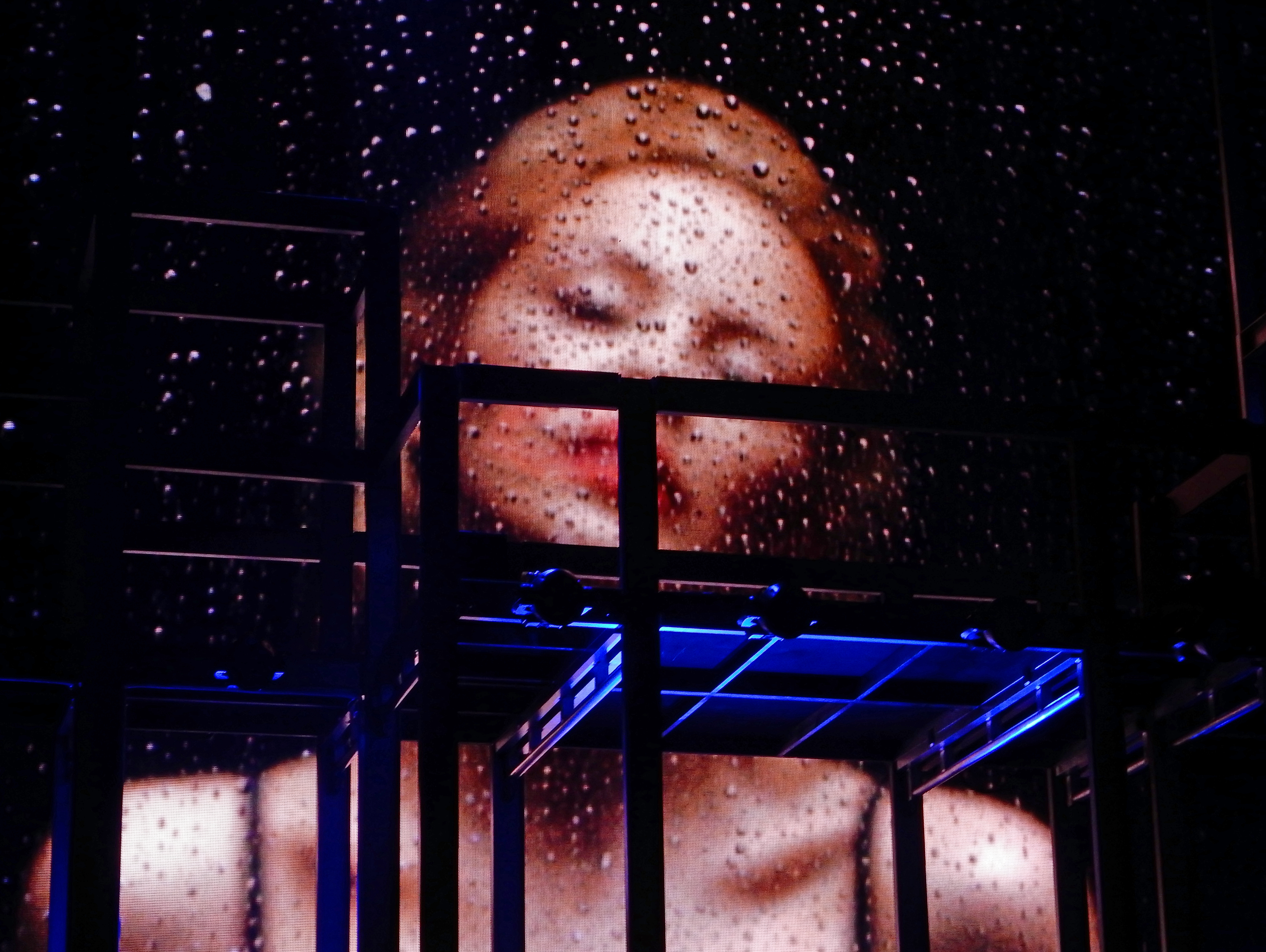
A "Breathe" remixelt változatát Minogue 2014-es Kiss Me Once Tour című turnéjának bevezetőjeként használták..

A "Breathe" többnyire pozitív kritikákat kapott a zenekritikusoktól. Michael R. Smith a Daily Vault-tól azt mondta, hogy a "Breathe" és a "Did It Again" leginkább a hozzájuk tartozó videók miatt lettek figyelemre méltóak, és tisztességes ábrázolásai az album egészének (ami a kislemeznek célja kellene, hogy legyen), bár itt sokkal több felfedezetlen gyöngyszem van". Nick Levine a Digital Spy-tól az album legjobb dalának választotta a dalt, amikor azt írta: "Az igazat megvallva ebből az albumból hiányzik az abszolút klasszikus, ami a Confide in Me-hez illik, de a "Breathe" finom, de alattomosan fülbemászó vele – így Minogue egyik leginkább alulértékelt kislemeze lehet. A Music and Week kritikusa ötből három csillaggal értékelte a dalt, és úgy vélte, hogy egy "nyugtató táncdal" annak ellenére, hogy finoman dolgozik a varázslatán, és túl finom ahhoz, hogy visszatérjen a valóságba. Minogue 2004-es Ultimate Kylie című válogatáslemezének kritikája közben Jaime Gill a Yahoo! Music-tól vegyes kritikákkal illette a dalt: "1994-től kezdve a gyönyörűen jeges, pislogóan szintetikus "Confide in Me" -vel Kylie rövid sikert aratott, mielőtt a rajongók tömegesen menekültek el az olyan kínos faux rock stílus elől, mint a "Some Kind of Bliss" és a "Breathe". Mackenzie Wilson az Allmusic-tól a 2002-es Hits+ című válogatáslemezét értékelve dicsérte Minogue csábító énekét a "Breathe", az "Automatic Love" és a "Confide in Me" című dalokban.
Chris True az Allmusic-tól a dalt kiemelkedőnek találta Minogue Greatest Hits 87–97 című válogatásalbumán. Jason Lipshutz a Billboardtól a "Breathe"-t négyesre értékelte a "Kylie Minogue Primer: The Top 10 Past Hits You Need to Know" listáján, kijelentve, hogy a "Breathe" a nyilvánvaló kiemelkedésével majdnem úgy hangzik mint egy Nine Inch Nails eldobása a nyitó másodpercekben, és Minogue kísérleti oldalának selymes, szexi védelmévé alakul". Louis Virtel a The Backlot-tól a "Breathe"-t a 14. helyre sorolta a Kylie Minogue's 50 Best Songs in Honor of Her Birthday listáján és azt mondta, hogy a "Breathe" meditatív remekmű lenne, ha nem lenne annyira konfrontatív, halott és szexuálisan uralkodó. Az Impossible Princess szerény szívdugója váratlan testiségbe botlik a refrénjeiben, biztosítva, amikor énekli az 'It won't be long now' szöveget, miközben megpróbálod időzíteni a hiperventilációdat.

## Promóció

### Videoklip
A dalhoz tartozó videoklipet Kieran Evans walesi filmrendező rendezte. A "Breathe" volt Evan első rendezése a Heavenly Films-nél, amikor a Heavenly Recordings brit lemezkiadó testvérprojektjében dolgozott. A videó Minogue közeli testrészeiről készült közeli felvételekkel kezdődik. A videón végig egy óriási üveggömb látható a képernyőn, és egy titokzatos fény látható. Innentől kezdve Minogue-t egy spirális effektusok légterében mutatja be, mindezt zöld képernyő és CGI effektusok állítják elő. A második verzében három felvétel van Minogue-ról, amely a tetejére rétegződik, és az egyik jelenetben ő énekli a számot. A videó azzal ér véget, hogy Minogue elúszik, mint a saját menének szettje, ami a videó elején látható. A rádiós és videós változatok sokkal gyorsabb tempójuak, mint az album változat.
A videó egyik felvételét a Confide in Me című 2002-es legnagyobb slágerei című válogatás albumborítójaként használták fel. A klip Minogue más kiadványain is szerepel, köztük a The Kylie Tapes 94-98, a Greatest Hits 1987-1999 és a Kylie Minogue: Artist Collection címűn, valamint a 2004-es Ultimate Kylie DVD-n. 

### Élő előadások

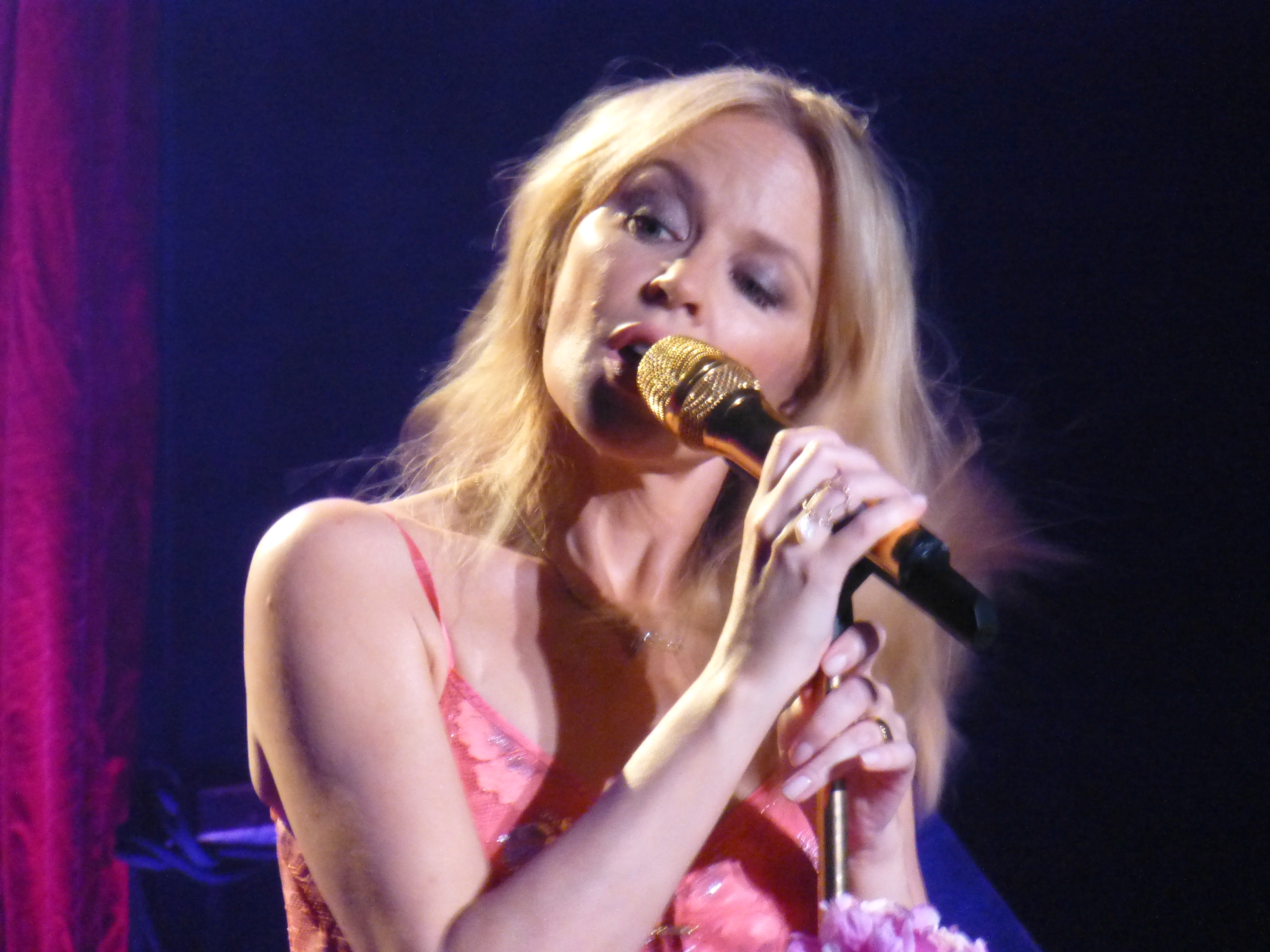
Minogue 2018. június 25-én a New York-i Bowery Ballroomban előadja a "Breathe" című dalt Kylie Presents Golden promóciós turnéja részeként.

Minogue 1998 áprilisában adta elő a "Breathe"-t a The Ben Elton Show-ban, és a Hey Hey It's Saturday című ausztrál esti tévésorozatban. A dal számos élő műsorban szerepelt, köztük a Top of the Pops-ban is, és a The National Lottery Live-ben. Fővendégként szerepelt, és előadta a dalt a Live & Kicking zenei műsor egyik epizódjában, amely 38 %-os nézettséget ért el, ami a heti műsorok közönségének a duplája. A dal szerepelt Minogue Intimate and Live Tour turné második szegmensében is, melyben Minogue fekete, hosszú galléros inget és háromnegyedes nadrágot viselt. Az elsőadást június 30. és július 1-én fették fel a sydney-i Capitol Theatre-ben, majd kiadták CD-n és DVD-n is.
A "Breathe"-t Minogue előadta a Money Can't Buy című egyszeri koncertshowján, amelyet 2003. november 15-én tartottak a londoni Hammersmith Apollo-ban, kilencedik Body Language című stúdióalbumának népszerűsítésére. A koncert "Bardello" felvonása a "Breathe" és a "Je t'aime...moi non plus" 1969-es francia duettjével kezdődött Serge Gainsbourg és Jane Birkin között. Craig McLean, a The Daily Telegraph munkatársa úgy jellemezte a tartalék táncosokat ebben a szegmensben, mint a "Tour De France" kerékpárosok holdfényben a Moulin Rouge háziasszonyaként. Az előadást később hozzáadták Minogue Body Language Live DVD-jéhez is. 2012-ben a dal zenekari változata nem került fel a The Abbey Road Sessions számlistájára, de felkerült Minogue hivatalos YouTube csatornájára. 2014-ben és 2015-ben a Kiss Me Once illetve a 2015-ös nyári turné bevezetőjeként a dal hangmintáit használta fel. A dal akusztikus változata szerepelt az énekesnő 2018-as Kylie Presents Golden promóciós turnéján. Katie Fitzpatrick (Evening News) dicsérte az előadást, amiért "szépen levetkőzték" [...] néhány mesésen magabiztos háttérvokállal a levert tömegtől".

## Formátumok és számlista
| Ausztrál és UK CD1 1. "Breathe" (radio edit) – 3:39 2. "Breathe" (Tee's Freeze Mix) – 6:59 3. "Breathe" (Nalin & Kane Remix) – 10:11 4. "Breathe" (album mix) – 4:38 Ausztrál és UK CD2 1. "Breathe" (radio edit) – 3:39 2. "Breathe" (Sash! club mix) – 5:20 3. "Breathe" (Tee's radio edit) – 3:29 4. "Did It Again" (video) – 4:15 | Európai CD single és UK kazetta single 1. "Breathe" (radio edit) – 3:39 2. "Breathe" (Sash! club mix edit) – 3:43 Európai maxi-CD single 1. "Breathe" (radio edit) – 3:39 2. "Breathe" (Tee's radio edit) – 3:39 3. "Breathe" (Tee's Freeze Mix) – 6:59 4. "Breathe" (Sash! club mix) – 5:20 5. "Breathe" (Nalin & Kane Remix) – 10:11 |

## Slágerlista
| Slágerlista (1998)                    | Legjobb helyezések |
| ------------------------------------- | ------------------ |
| Ausztrália (ARIA)                     | 23                 |
| Europe (Eurochart Hot 100)            | 70                 |
| Skócia (Scottish Singles Top 40)      | 14                 |
| Egyesült Királyság (UK Singles Chart) | 14                 |